# ميخائيل فوكس (محامي)
ميخائيل فوكس (بالعبرية: מייקל פוקס‏) هو وكيل نيابة ومحامي إسرائيلي، ولد في 8 مارس 1934، وتوفي في 9 مايو 2009 بسبب سرطان.